# Comunidade Cristã Paz e Vida
A Comunidade Cristã Paz e Vida é uma denominação neopentecostal brasileira, fundada em 1982, em São Paulo, pelo pastor Juanribe Pagliarin. Hoje é dona de uma rede de emissoras de rádio (Feliz FM), sendo que anteriormente arrendava a programação da Vida FM desde 2009 e tem cerca de 182 congregações espalhadas por todo o Brasil, Portugal, os países luso-falantes da África, Argentina, Paraguai e Guiana Francesa.

## Doutrina
A igreja crê: na inspiração divina na Bíblia; na doutrina da Trindade; na volta de Cristo de forma pré-milenista; no Juízo Final no tormento eterno para os incrédulos e gozo eterno no novo céu e nova terra para todos os que crerem em Cristo e na teologia da prosperidade.

## Carta Aberta ao Papa Francisco
A igreja ficou conhecida a partir de 2013 quando o líder, pastor Juanribe Pagliarin, escreveu uma carta aberta ao Papa Francisco, relatando sobre sua desaprovação do uso de verbas públicas para a realização do evento católico Jornada Mundial da Juventude. Desde então a igreja foi noticiada em vários meios de comunicação.

## Veículos de comunicação
A Comunidade Cristã Paz e Vida é proprietária de vários veículos de comunicação no Brasil. Entre eles, a TV Feliz, emissora independente no Rio Grande do Norte. É dona também da Feliz FM, rede de rádios com várias afiliadas em diversas cidades do país, entre essas Natal, João Pessoa, Fortaleza e Recife.